# Lakenteich
Der Lakenteich, auch Lakenhausteich, ist ein mitten im Solling etwa 10 km südwestlich von Dassel (Landkreis Northeim, Niedersachsen) gelegener ehemaliger Floßteich.

## Lage
Der Teich liegt ca. 1 km nordwestlich des an der Landesstraße 548 gelegenen Neuen Teiches (etwa mittig zwischen Sievershausen mit Rittergut Friedrichshausen und Eschershausen). Der Teich gehört zum gemeindefreien Gebiet des Sollings im Landkreis Northeim. Er liegt in einer Senke zwischen den Erhebungen Großer Mittelberg und Lakenberg. Das Stillgewässer wird aus dem vorgelagerten bewaldeten Feuchtgebiet gespeist. Der abfließende Bach mündet nach ca. 1 km in die Ilme.

## Geschichte

### Waldglashütte
Bevor der Teich angelegt wurde, befand sich an diesem Ort die Waldglashütte am Lakenborn, die etwa von 1655 bis 1682 bestand. Der Betrieb wurde anfangs vom Glasmacher Franz Seidensticker geleitet und verfügte neben einer großen Produktionshalle auch über Unterkünfte für die Beschäftigten sowie eine Schule für deren Kinder. Hergestellt wurde Hohl- und Flachglas, das in die Städte Norddeutschlands sowie der Niederlande vertrieben wurde.
Bei den in den Jahren 2003 begonnenen und 2007 abgeschlossenen Ausgrabungen der Anlage unter Leitung von Hans-Georg Stephan vom Institut für Prähistorische Archäologie der Martin-Luther-Universität Halle-Wittenberg wurden der Produktionsbereich der Hütte und ein Teil der Abraumhalden untersucht. Im Anschluss an die Grabungen stellte der Verein Kultur-Naturhistorischer Dreiländerbund Weserbergland den Hauptofen als Teilrekonstruktion wieder her und überdachte ihn. Beim Hauptofen entsprechen die groß dargestellten Ofenöffnungen nicht dem aktuellen Stand der Forschung, wonach sie früher wesentlich kleiner ausfielen.

### Flößerei
Der Betrieb der Glashütte wurde eingestellt, als 1680 der Lakenteich für Zwecke der Flößerei angelegt wurde. Später fiel die Stätte wüst. Der Teich diente der Erleichterung des Transportes von Buchenholz durch die Ilme zu an der Leine gelegenen Orten. Zu dieser Zeit war die Gegend Teil des Fürstentums Calenberg. Die Flößerei wurde im frühen 20. Jahrhundert aufgegeben, da sich der bis dahin teilweise schwierige Straßentransport verbesserte.

## Naturschutz
Das Gelände hat sich zu einem Biotop entwickelt, das für nach dem Bundesnaturschutzgesetz geschützte Amphibienarten geeignet ist.

## Bildergalerie

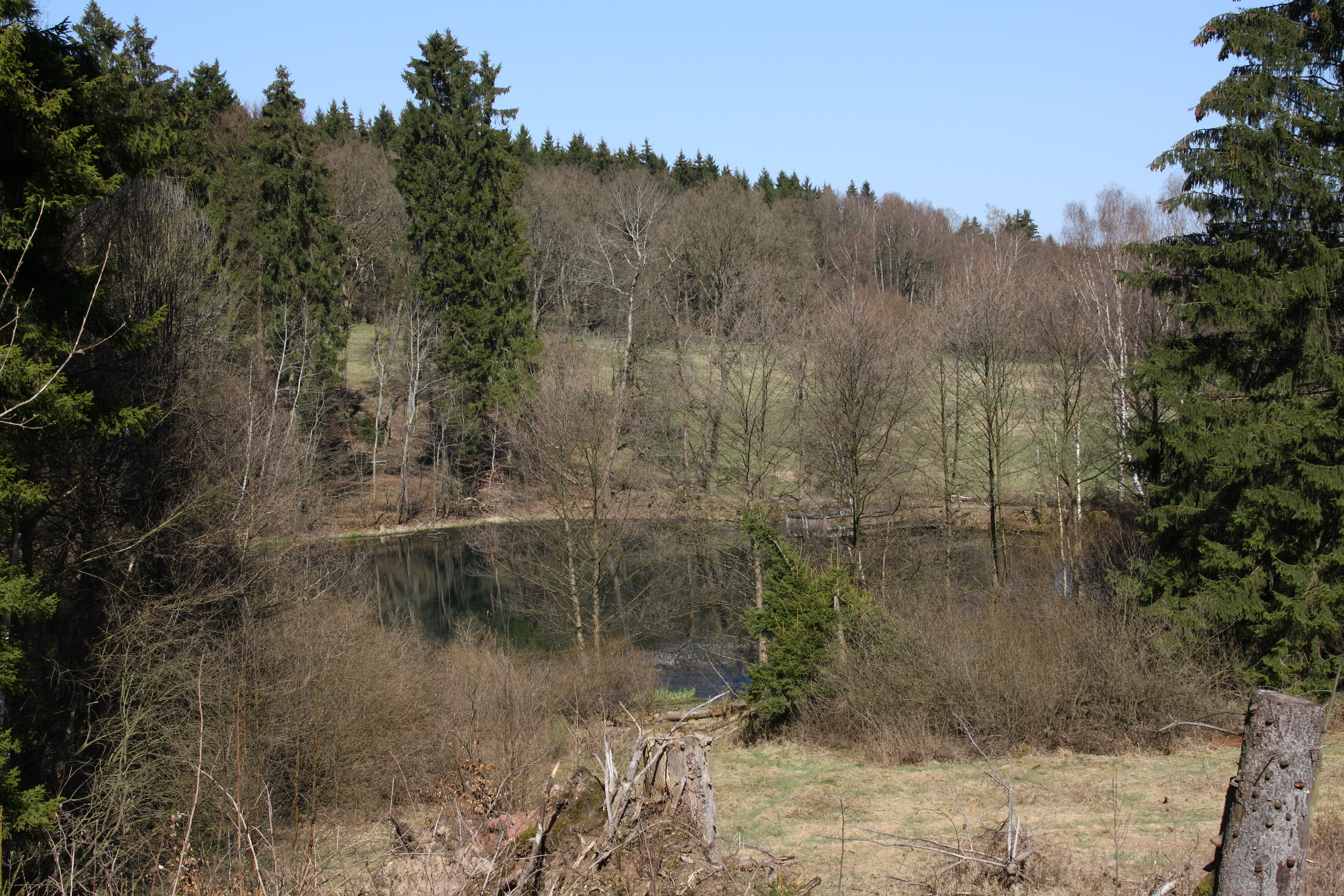
Blick auf den Lakenteich von der Straße zwischen Torfhaus und dem Neuen Teich
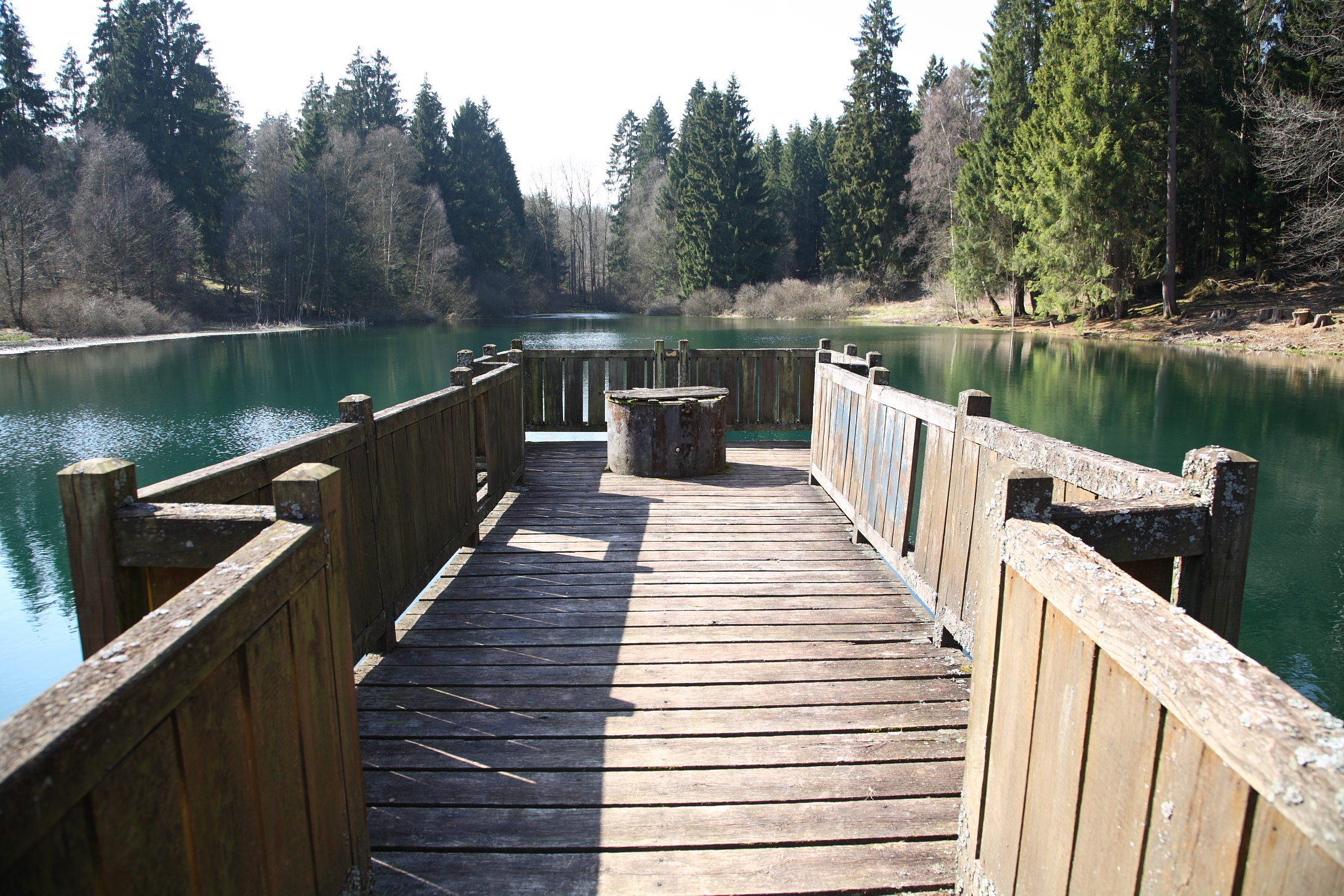
Steganlage im Lakenteich
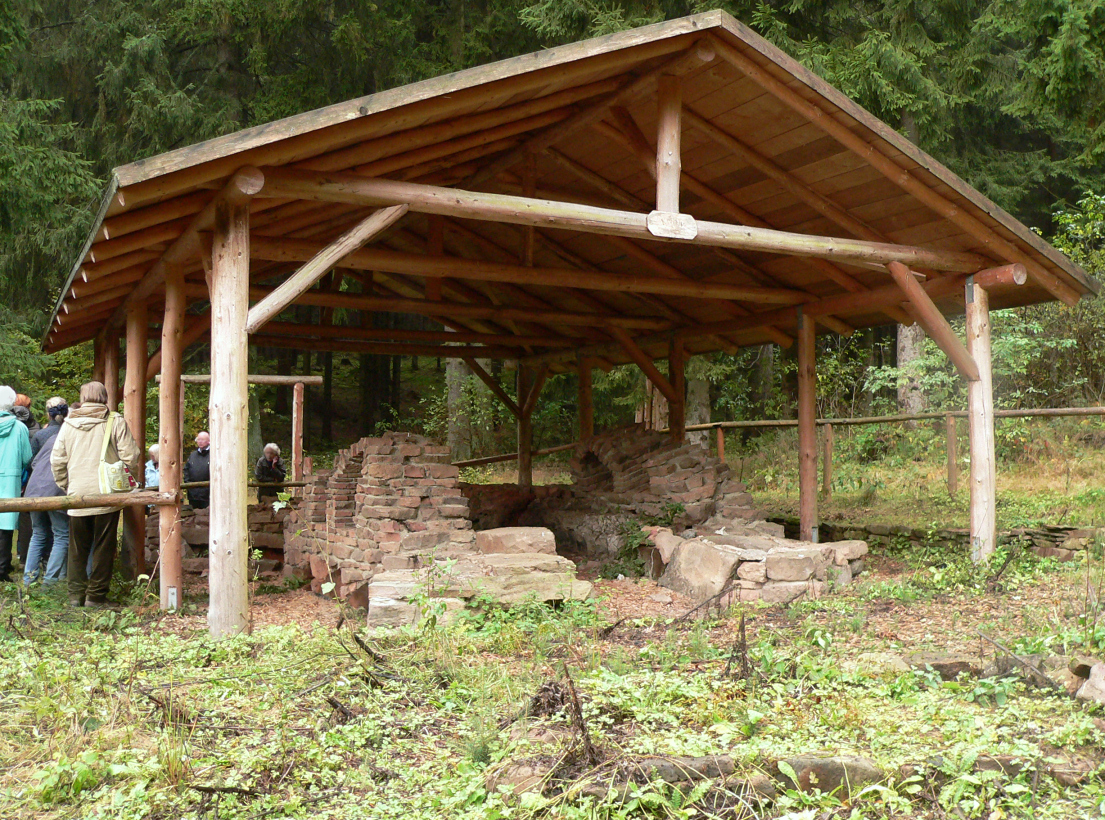
Überdachte Teilrekonstruktion der Waldglashütte am Lakenborn